# Herb Kałuszyna
Herb Kałuszyna – jeden z symboli miasta Kałuszyn i gminy Kałuszyn w postaci herbu.

## Wygląd i symbolika
Herb przedstawia na złotej tarczy czarnego kozła. 
Motyw kozła wywodzi się od klejnotu herbowego rodziny Zamojskich do których ongiś należał Kałuszyn. 

## Historia
W drugiej połowie XIX wieku koza w herbie Kałuszyna miała czerwone oczy, język, rogi i kopyta.